# ليو كيني
ليو كيني (بالإنجليزية: Leo Kenney)‏ هو رسام أمريكي، ولد في 1925، وتوفي في 2001.